# Język geser-gorom
Język geser-gorom, także: geser, goram, gorong, gorom , seran laut – język austronezyjski używany w prowincji Moluki we wschodniej Indonezji (kabupaten Seram Bagian Timur). Według danych z 1989 roku posługuje się nim ponad 36 tys. osób.
Ma rozległy zasięg geograficzny. Jego użytkownicy zamieszkują wschodnie wybrzeże wyspy Seram, pobliskie wyspy i archipelagi (Gorom, Geser, Kesui, Seran Laut), a także rejon miasta Fak-fak na Nowej Gwinei. Historycznie (od XVIII w.) służył jako regionalny język handlowy.
Dzieli się na trzy główne dialekty: dialekt wysp Gorom i Manawoka (mina-mina gorong), dialekt wysp Geser i Geser Laut oraz dialekt wyspy Seram (kilimuri). Czasami wyróżnia się dialekt bati, przy czym sama społeczność Bati podkreśla swoją odrębność językową. Geser-gorom jest blisko spokrewniony z językiem watubela.
Jeden z najbardziej znaczących języków Moluków. Ma największą liczbę użytkowników spośród języków centralnej części archipelagu.
Nie został dobrze opisany, materiały z XIX w. ograniczają się do list słownictwa. W XX w. dane nt. geser-gorom zbierał J.T. Collins, ale większości z nich nigdy nie przygotowano do publikacji. Istnieje mało obszerne opracowanie w języku indonezyjskim (Struktur Bahasa Gorom, 1986) ; dodatkowo w artykule z 2010 r. zawarto pewne dane gramatyczne i leksykalne (Zamietki o jazykie giesier-gorom...) .
W użyciu jest także język indonezyjski. W kilku wsiach mówi się również językiem fordata.
Geser-gorom jest zapisywany alfabetem łacińskim.